# Patrera apora
Patrera apora är en spindelart som först beskrevs av Chamberlin 1916.  Patrera apora ingår i släktet Patrera och familjen spökspindlar.
Artens utbredningsområde är Peru. Inga underarter finns listade i Catalogue of Life.